# Mont Lemmon

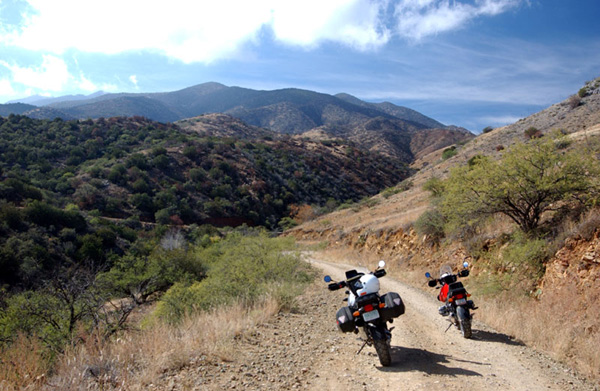
Vista del cim

El Mont Lemmon en anglès: Mount Lemmon, és un cim dels Estats Units, i és la culminació de la Serra de Santa Catalina a Arizona, amb 2.791 metres. Rep al voltant d'1,4 m de neu a l'any. Aquesta muntanya va rebre aquest nom en honor de la botànica nord-americana del segle xix, Sarah Plummer Lemmon, qui va fer una caminada al cim de la muntanya amb guies nadius americans, concretament de la tribu Pàpago, en mula i a peu el 1881.
A prop del cim de Mont Lemmon està el poble de Summerhaven i és una de les zones turístiques més privilegiades de Tucson. Al cim de la muntanya hi ha un observatori. És possible anar a peu o en cotxe per la carretera de Catalina. Al Mont Lemmon és coneguda per albergar el complex de pistes d'esquí més meridional dels Estats Units.

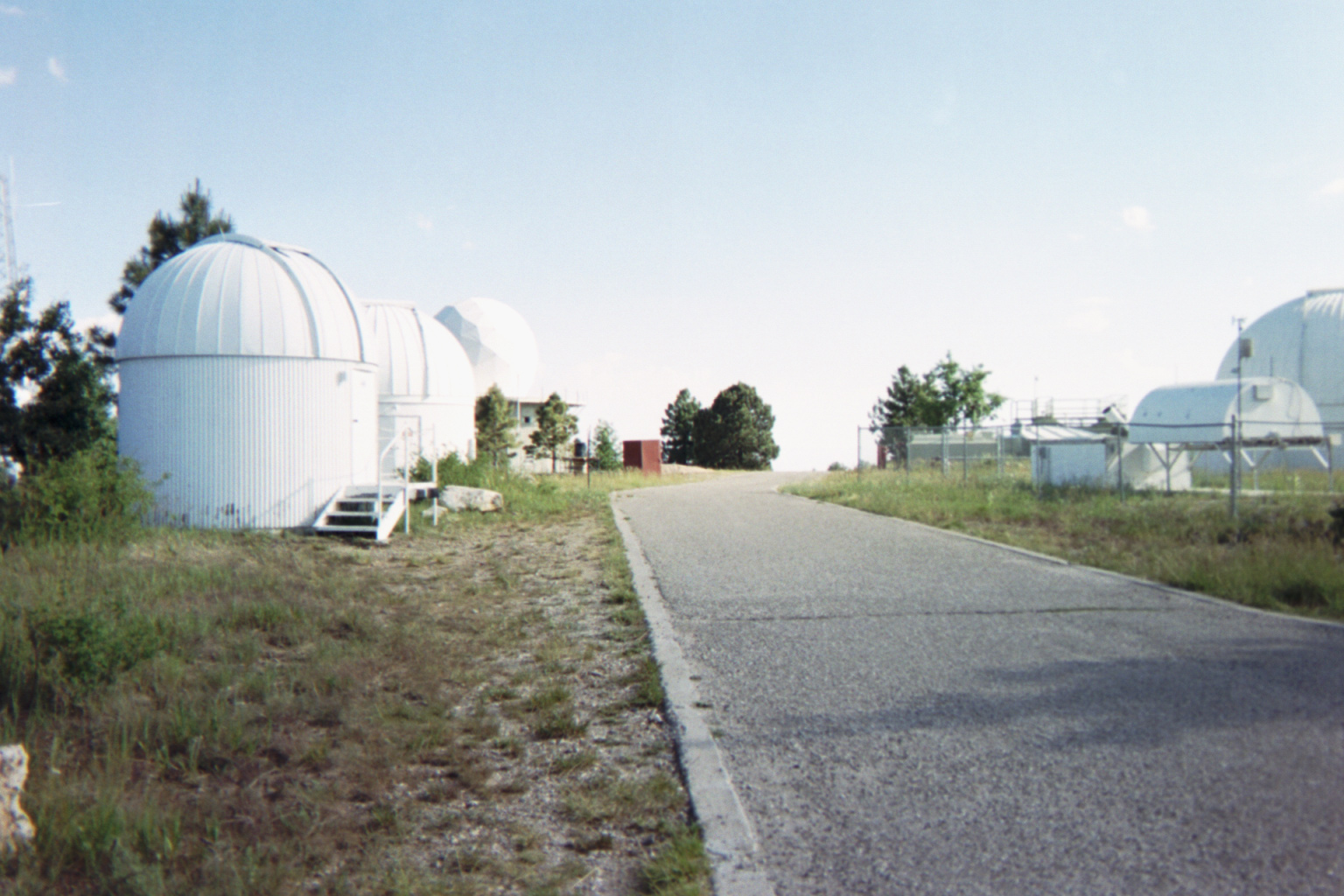
Vista dels telescopis al Mont Lemmon